# Theophilus Presbyter
Theophilus Presbyter (khoảng 1070–1125) là bút danh của một vị tu sĩ đã viết cuốn sách giáo khoa kỹ thuật bằng tiếng Latinh đầu tiên của châu Âu thời Trung Cổ nhan đề Schedula diversarum artium ("Danh sách các bộ môn nghệ thuật khác nhau") hoặc De diversis artibus ("Luận về các bộ môn nghệ thuật khác nhau"), có lẽ lần đầu tiên được biên soạn trong khoảng thời gian từ năm 1100 đến năm 1120. Các bản thảo cổ nhất của tác phẩm được tìm thấy tại Vienna (Thư viện Quốc gia Áo, Bản chép tay 2527) và ở Wolfenbüttel (Herzog-August-Bibliothek, Cod. Guelf. Gud. Lat. 69 2°). Gotthold Ephraim Lessing đã khám phá lại tài liệu này khi ông còn làm thủ thư tại Wolfenbüttel, và cho xuất bản những trích đoạn vào năm 1774. Những điều này đã làm dấy lên mối quan tâm lớn khi họ bác bỏ huyền thoại của Vasari về việc Jan van Eyck có công phát triển kỹ thuật sơn dầu vào đầu thế kỷ 15, mà tính xác thực vấp phải sự nghi ngờ từ giới khảo cổ.
Schedula của Theophilus thu nhận những hiểu biết chi tiết về các kỹ thuật được sử dụng trong nghệ thuật ứng dụng vào cuối thời Trung Cổ. Tác phẩm được chia thành ba quyển. Quyển thứ nhất bao gồm việc sản xuất và sử dụng các vật liệu vẽ và vẽ tranh (kỹ thuật vẽ, sơn và mực), đặc biệt cho phần tranh minh họa văn bản và bích họa. Quyển thứ hai liên quan đến việc sản xuất kính màu ghép và các kỹ thuật vẽ tranh thủy tinh, trong khi đề cập lần cuối bằng các kỹ thuật kim hoàn khác nhau và các kiểu gia công kim loại khác. Nó cũng bao gồm một phần giới thiệu về việc chế tạo đàn organ. Theophilus có lẽ là tài liệu tham khảo đầu tiên về sơn dầu. Tác phẩm này đã được dịch sang các thứ tiếng Anh, Pháp, Ba Lan, Bồ Đào Nha, Tây Ban Nha, Hungary, Đức, Ý, Nhật, Bulgaria và Nga, phần lớn là vào thế kỷ 19 và 20.
'Theophilus' có thể là một tu sĩ dòng Benedictine. Có giả thuyết (đặc biệt là của Eckhard Freise) cho rằng Theophilus và vị tu sĩ kiêm thợ thủ công Roger xứ Helmarshausen là cùng một người. Roger dường như xuất thân từ Tu viện Stavelot ở vùng sông Meuse, hoạt động trong vai trò là họa sĩ và nhà văn từ năm 1100 đến năm 1107 tại nhà thờ St. Pantaleon tại Cologne, và chuyển đến Tu viện Helmarshausen vào năm 1107. Danh tính của hai người này đã gây nên tranh cãi trong giới nghiên cứu một thời gian, nhưng kết luận của Freise vẫn chưa được tất cả các nhà nghiên cứu chấp nhận. Những gợi ý khác cũng đã được đưa ra, và hiện tại không thể nói là đạt được sự đồng thuận.
Theophilus, với tư cách là tác giả của một "cuốn cẩm nang", từng được mô tả như một nhà lý thuyết đơn thuần, nhưng quan điểm này hiện thuộc về thiểu số. Quyển thứ nhất về hội họa thì dù không có đầy đủ thông tin nhưng lại đáng tin cậy, Quyển thứ hai về thủy tinh trông khá hơn, trong khi hầu hết Quyển thứ ba rõ ràng là tác phẩm của một thợ gia công kim loại tập sự. Gần đây người ta nêu ý kiến rằng bằng chứng mâu thuẫn rõ ràng về niên đại, kinh nghiệm thực tiễn, và vị trí của 'Theophilus' được giải thích rõ nhất nếu Schedula được hiểu như là một tài liệu tổng hợp.

## Tác phẩm
- De diversis artibus or Schedula diversarum artium (gồm ba quyển, niên đại gây tranh cãi nhưng vào khoảng năm 1125)

Hai ấn phẩm của Theophilus với bản dịch tiếng Anh:
- Dodwell, C. R. The Various Arts. De Diversis Artibus. Oxford: Clarendon Press, 1961, reprinted 1986
- Hendrie R. An Essay upon Various Arts in three Books by Theophilus called also Rugerus. London, 1847, 1961

Một bản dịch tiếng Anh tốt:
- Hawthorne, J. G. and C. S. Smith Theophilus: On Divers Arts. University of Chicago Press, 1963; reprinted New York: Dover Publications 1979; ISBN 0-486-23784-2

Tái liệu tham khảo bằng tiếng Anh:
- White, Lynn Theophilus redivivus. Technology and Culture 5, 1964, 224–233; reprinted in Medieval Religion and Technology, University of California Press, 1978.
- Thompson, Daniel V., 'Theophilus Presbyter, words and meanings in technical translation'. In Speculum 42/2 1967, 313–339.

Các tài liệu tham khảo sau đây bằng tiếng Đức:
- Brepohl, E. Theophilus Presbyter und das mittelalterliche Kunsthandwerk. Cologne, 1999 (2 volumes).
- Freise, E. "Roger von Helmarshausen in seiner monastischen Umwelt". In Frühmittelalterliche Studien, 15, 1981.
- Ilg, A. (Editor). "Theophilus Presbyter. Schedula diversarum artium". In Quellenschriften für Kunstgeschichte, volume 7. Vienna, 1874.
- Lessing, Gotthold Ephraim. Vom Alter der Ölmalerey aus dem Theophilus Presbyter. Berlin, 1774.
- Theobald, W. Technik des Kunsthandwerks im 10. Jh. Des T. Schedula Diversarum Artium, Berlin, 1933, 1953 and 1983 (bao gồm bản dịch và chú giải các phần của tác phẩm).